# Ниска Земљина орбита
Ниска Земљина орбита (НЗО) је, као што јој име каже, најнижа одржива орбита око Земље. НЗО почиње од 160 km (када се објекти успоравају због отпора мале количине атома ваздуха који су још увек присутни, као код Међународне свемирске станице), и завршава се на око 2.000 km. Већина вештачких објеката у свемиру налази се у НЗО, са надморском висином која никада није већа од једне трећине полупречника Земље.
Осим мисија пројекта Аполо, све остале људске мисије нису напуштале НЗО, и рекордну висину апогеја држи летелица Џемини 11 са 1.374,1 km. Међународна свемирска станица има просечан апогеј и перигеј између 330 и 435 km.
Термин НЗО регион се такође користи за област свемира испод висине од 2.000 km (1.200 mi) (око једне трећине Земљиног радијуса). Објекти у орбитама који пролазе кроз ову зону, чак и ако имају удаљенији апогеј или су подорбитални, пажљиво се прате јер представљају ризик од судара за многе НЗО сателите.

## Дефинишуће карактеристике
Велики број извора дефинише НЗО у смислу надморске висине. Висина објекта у елиптичној орбити може значајно да варира дуж орбите. Чак и за кружне орбите, висина изнад земље може варирати за чак 30 km (19 mi) (посебно за поларне орбите) због спљоштености Земљине сфероидне фигуре и локалне топографије. Док су дефиниције засноване на надморској висини инхерентно двосмислене, већина њих спада у опсег који је одређен периодом орбите од 128 минута, јер према Кеплеровом трећем закону, ово одговара великој полу-оси од 8.413 km (5.228 mi). За кружне орбите, ово заузврат одговара висини од 2.042 km (1.269 mi) изнад средњег радијуса Земље, што је у складу са неким од горњих граница висине у неким НЗО дефиницијама.
Неки извори дефинишу НЗО регион као регион у свемиру који заузимају НЗО орбите. Неке високо елиптичне орбите могу проћи кроз НЗО регион близу своје најниже висине (или перигеја), али нису у НЗО орбити јер њихова највећа висина (или апогеј) прелази 2.000 km (1.200 mi). Суборбитални објекти такође могу доћи до НЗО региона, али нису у НЗО орбити јер поново улазе у атмосферу. Разлика између НЗО орбита и НЗО региона је посебно важна за анализу могућих судара између објеката који сами по себи нису у НЗО, али би се могли сударити са сателитима или крхотинама у НЗО орбити.

## Карактеристике орбите
Средња орбитална брзина потребна за одржавање стабилне ниске Земљине орбите је око 7,8 km/s (17.000 mph), али се смањује за веће орбите. Израчунато за кружну орбиту од 200 km (120 mi) износи 7,79 km/s, а за 1.500 km (930 mi) је 7,12 km/s. Делта-в лансирне ракете потребне за постизање ниске Земљине орбите почињу око 9,4 km/s.
Привлачење гравитације у НЗО је само нешто мање него на површини Земље. То је зато што је растојање до НЗО од Земљине површине много мање од Земљиног радијуса. Међутим, објекат у орбити је у сталном слободном паду око Земље, јер у орбити гравитациона и центрифугална сила уравнотежују једна другу. Као резултат тога, свемирске летелице у орбити настављају да остају у орбити, а људи унутар или изван таквих летелица непрекидно доживљавају бестежинско стање.
Објекти у НЗО наилазе на атмосферски отпор гасова у термосфери (отприлике 80–600 km изнад површине) или егзосфери (приближно 600 km (400 mi) и више), у зависности од висине орбите. Орбите сателита које досежу висине испод 300 km (190 mi) брзо се спуштају због атмосферског отпора. Објекти у НЗО орбити око Земље су између гушћег дела атмосфере и испод унутрашњег Ван Аленовог појаса.
Екваторијалне ниске Земљине орбите (ЕНЗО) су подскуп НЗО. Ове орбите, са малим нагибом према екватору, омогућавају брза времена поновне посете места на ниској географској ширини на Земљи и имају најмањи делта-v захтев (тј. потрошено гориво) од било које орбите, под условом им је смер исти као смер Земљине ротације (није ретроградан). Орбите са веома великим углом нагиба према екватору се обично називају поларне орбите или хелиосинхроне орбите.
Више орбите укључују средњу Земљину орбиту (СЗО), која се понекад назива и средња кружна орбита (СКО), и даље изнад, геостационарну орбиту (ГЕО). Орбите веће од ниске орбите могу довести до раног квара електронских компоненти због интензивног зрачења и акумулације наелектрисања.
Године 2017, „веома ниске Земљине орбите“ (ВНЗО) почеле су да се појављују у регулаторним захтевима. Ове орбите, испод око 450 km (280 mi), захтевају употребу нових технологија за орбитно подизање јер раде у орбитама у којима би се обично прерано губила висина да би биле економски корисне.

## Употреба
Ниска Земљина орбита захтева најмању количину енергије за постављање сателита. То обезбеђује висок пропусни опсег и ниско кашњење у комуникацији. Сателити и свемирске станице у НЗО-у су приступачнији за посаду и сервисирање.
Потребно је мање енергије за постављање сателита у НЗО, а сателиту у тој орбити су потребна мање моћна појачала за успешан пренос, НЗО се користи за многе комуникационе апликације, као што је телефонски систем Иридиум. Неки комуникациони сателити користе много веће геостационарне орбите и крећу се истом угаоном брзином као и Земља тако да изгледају непомично изнад једне локације на планети.

### Недостаци
За разлику од геосинхроног сателита, сателити у НЗО-у имају мало видно поље и тако могу да посматрају и комуницирају са само делом Земље у исто време. То значи да је потребна мрежа (или „констелација”) сателита да би се обезбедила континуирана покривеност. Сателити у нижим регионима НЗО такође пате од брзог орбиталног пропадања и захтевају или периодично поновно појачавање да би се одржала стабилна орбита или лансирање заменских сателита када стари поново уђу у атмосферу.

### Примери
- Међународна свемирска станица налази се у НЗО-у на око 400 km (250 mi) до 420 km (260 mi) изнад Земљине површине,[14] и треба јој поновно појачавање неколико пута годишње због орбиталног распада.
- Иридијум телекомуникациони сателити орбитирају на око 780 km (480 mi).
- Сателити за посматрање Земље, познати и као сателити за даљинско откривање, укључујући шпијунске сателите и друге сателите за снимање Земље, користе НЗО јер су у стању да јасније виде површину Земље тако што су јој ближе. Већина вештачких сателита је смештена у НЗО.[15] Сателити такође могу да искористе конзистентно осветљење површине испод преко Сунчево-синхроних НЗО орбита на висини од око 800 km (500 mi) и близу поларног нагиба. Енвисат (2002–2012) је један пример.
- Свемирски телескоп Хабл орбитира на око 540 km (340 mi)  изнад Земље.
- Кинеска свемирска станица Тјенгонг лансирана је у априлу 2021. и тренутно орбитира између око 340 km (210 mi) и 450 km (280 mi).

У фикцији
- У филму 2001: Одисеја у свемиру, Земљина транзитна станица („Свемирска станица V“) „кружила је на 300 km изнад Земље“.[16]

#### Бивши примери
- Кинеска станица Тјенгонг-1 била је у орбити на око 355 km (221 mi),[17] до њене деорбите 2018.
- Кинеска станица Тјенгонг-2 била је у орбити на око 370 km (230 mi), до њене деорбите 2019.
- Гравиметријске мисије као што је GOCE кружиле су на око 255 km (158 mi) да би измериле Земљино гравитационо поље при највећој осетљивости. Животни век мисије био је ограничен због атмосферског отпора. GRACE и GRACE-FO су кружиле на око 500 km (310 mi).

## Свемирски отпад
НЗО окружење постаје закрчено свемирским отпадом због учесталости лансирања објеката. Ово је изазвало све већу забринутост последњих година, пошто судари при орбиталним брзинама могу бити опасни или смртоносни. Судари могу произвести додатни свемирски отпад, стварајући домино ефекат познат као Кеслеров синдром. Центар за комбиноване свемирске операције, део Стратешке команде Сједињених Држава (раније Свемирска команда Сједињених Држава), прати око 8.500 објеката већих од 10 cm у НЗО. Према студији опсерваторије Аресибо, могуће је да постоји милион опасних објеката већих од 2 милиметра у орбити, који су премали да би били видљиви из земаљских опсерваторија.

## Орбитални период
| Висина   | Период     |
| -------- | ---------- |
| 160 km   | 88 минута  |
| 2.000 km | 127 минута |